# Xiuladora grisa
La xiuladora grisa (Colluricincla harmonica) és una espècie d'ocell de la família Pachycephalidae dels més volguts i emblemàtics ocells cantors d'Australàsia. És mitjanament comú a Austràlia, excepte a les zones seques i els deserts de l'interior. Es troba també en Nova Guinea.